# Roger Ljung
Roger Ingemar Ljung (* 8. ledna 1966, Lomma) je bývalý švédský fotbalista, krajní obránce. Se švédskou reprezentací získal bronz na mistrovství Evropy v roce 1992 a taktéž bronzovou medaili si přivezl z mistrovství světa v roce 1994. Zúčastnil se také mistrovství světa v roce 1990 a olympijských her v Soulu roku 1988. Za národní tým nastupoval v letech 1988–1995 a odehrál 59 utkání, v nichž vstřelil 3 branky, z toho jednu na MS (do sítě Kamerunu na šampionátu v USA v roce 1994). Hrál za Lunds BK (1983–1984), Malmö FF (1985–1989), Young Boys Bern (1989–1990), FC Curych (1990–1991), Admiru Wacker Vídeň (1991–1993), Galatasaray Istanbul (1993–1994) a MSV Duisburg (1994–1995). S Malmö se stal dvakrát mistrem Švédska (1987, 1988), s Galatasaray mistrem Turecka (1993/94). Po skončení hráčské kariéry se stal sportovním agentem, podle deníku Aftonbladet nejúspěšnějším v zemi. Zastupoval zájmy hráčů jako Fredrik Ljungberg, Marcus Allbäck, Patrik Andersson, Erik Edman, Andreas Isaksson, Kim Källström nebo Teddy Lucic.